# Эванс, Джоан (актриса)
Джоан Эванс (англ. Joan Evans), имя при рождении Джоан Юнсон (англ. Joan Eunson; 18 июля 1934, Нью-Йорк, Нью-Йорк — 21 октября 2023, Хендерсон, Невада) — американская киноактриса, более всего известная по фильмам 1950-х годов.
За свою карьеру Эванс сыграла в таких фильмах, как «Розинна Маккой» (1949), «Очень личное» (1950), «Край гибели» (1950), «В отрыв» (1951), «Привет, красотки» (1952), «Колонна на юг» (1953), «Изгой» (1954) и «Нет имени на пуле» (1959).

## Ранние годы жизни и начало карьеры
Джоан Эванс, её имя при рождении Джоан Юнсон, родилась 18 июля 1934 года в Нью-Йорке. Её отцом был драматург Дейл Юнсон, а матерью — сценаристка и романистка Кэтрин Альберт. Девочку назвали в честь крёстной матери, актрисы Джоан Кроуфорд.
Джоан училась в частных школах и школе-студии. Она начала выступать на сцене в 8 лет, а в 1949 году в возрасте 14 лет подписала контракт с кинокомпанией Samuel Goldwyn Productions, где получила мощную рекламную поддержку как новое «открытие» продюсера Сэма Голдвина.

## Карьера в кинематографе
В 1949 году 14-летняя Эванс (родители приписали ей два года, чтобы она получила роль)) исполнила заглавную роль в драме «Розинна Маккой» (1949), которая рассказывает основанную на реальном материале историю пары молодых влюблённых (партнёра Эванс сыграл Фарли Грейнджер), представляющих враждующие кланы Хэтфилдов и Маккоев в горном Кентукки конца XIX века. Томас Прайор в «Нью-Йорк Таймс» дал фильму достаточно сдержанную оценку, заключив, что продюсер и режиссёр не смогли в полной мере справиться с материалом, в основном сосредоточившись на любовных отношениях молодой пары и не уделив должного внимания историческим аспектам истории и созданию психологически проработанных образов других героев. Как критик написал далее, «у мистера Голдвина, кажется, появилась богатая находка в лице молодой мисс Эванс, от которой в фильме требуется демонстрация значительных эмоций. Хотя иногда Эванс и допускает оплошности, однако в целом она уверенно доносит до зрителя эмоциональное потрясение молодой девушки, которая, испытывая первые порывы страсти, одновременно мучается из-за преданности семье и из-за многолетней незатухающей вражды».
На следующий год вышла мелодрама «Наше самое родное» (1950), где пару молодых влюблённых сыграли Энн Блит и снова Грейнджер. В этой картине Эванс получила роль второго плана младшей сестры героини, которая из зависти счастью сестры раскрывает тайну о том, что родители её удочерили.

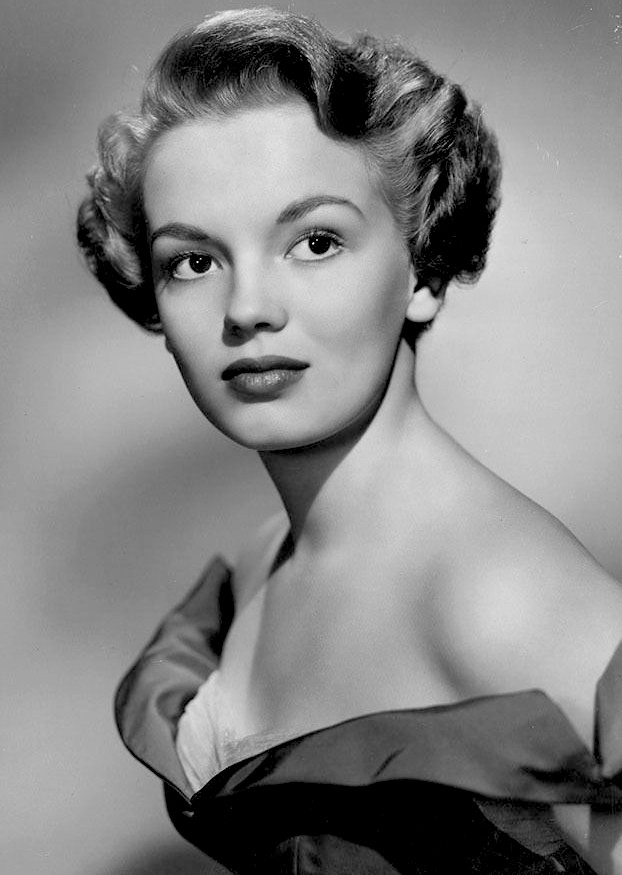
Джоан Эванс. Рекламное фото к фильму «Край гибели» (1950)

В своей следующей киноработе, фильме нуар «Край гибели» (1950) Грейнджер сыграл главную роль отчаявшегося молодого парня, который обращается к местному священнику, отцу Киркланду, с просьбой организовать достойные похороны его матери. Когда священник отказывается выделить средства из своей казны, герой Грейнджера в неожиданном припадке убивает его. Эванс сыграла в этой картине роль Риты, племянницы священника, которая, не выдержав строгости религиозного воспитания Киркланда, вместе с возлюбленным сбегает из дома. Коллега отца Киркланда, отец Рот (Дэна Эндрюс) находит Риту и возвращает в дом. Он говорит девушке, что теперь она полностью самостоятельна и сама может выбирать, как ей жить, но отец Рот по просьбе Киркланда будет помогать ей и дальше. Журнал Variety дал фильму достаточно позитивный отзыв, назвав его «жестокой, безжалостной историей, очень необычной, которая даёт некоторое понимание того, что такое край гибели». С другой стороны, современный историк кино Деннис Шварц написал, что «этот мрачный фильм нуар… имел потенциал для того, чтобы стать великолепным фильмом,… но из-за цензуры, которая была проклятием 1950-х годов,… история о хорошем и плохом священнике, к сожалению, превратилась в пустое торжество лицемерия».
После того как «реакция публики на игру Эванс не достигла ожидаемой, Голдвин потихоньку расстался с ней. На протяжении следующих девяти лет в Голливуде она работала как фрилансер, время от времени выдавая достойные внимания роли». В 1951 году в социальной драме «В отрыв» (1951) на студии RKO Pictures Эванс сыграла главную роль отчаявшегося, лишённого родительской любви и заботы подростка, которая сбегает из дома, вступает в конфликт со своим парнем и подругами, становится «плохой девочкой» и даже пытается покончить жизнь самоубийством. По мнению рецензента TV Guide, несмотря на то, что фильм поднимает острую для своего времени проблему, «сценарий, написанный командой в составе супружеской пары Юнсонов (родителей Эванс в реальной жизни), слабый и банальный, не давая глубокого понимания проблемы».
В 1952 году Эванс была указана второй в списке актёров музыкальной комедии «Привет, красотки» (1952) о трёх девушках, которые проходят курс подготовки на военно-морской базе, а также сыграла заметную роль в комедии «Это растёт на деревьях» (1952), рассказывающей о семье, у которой на двух деревьях вместо листьев растут деньги.

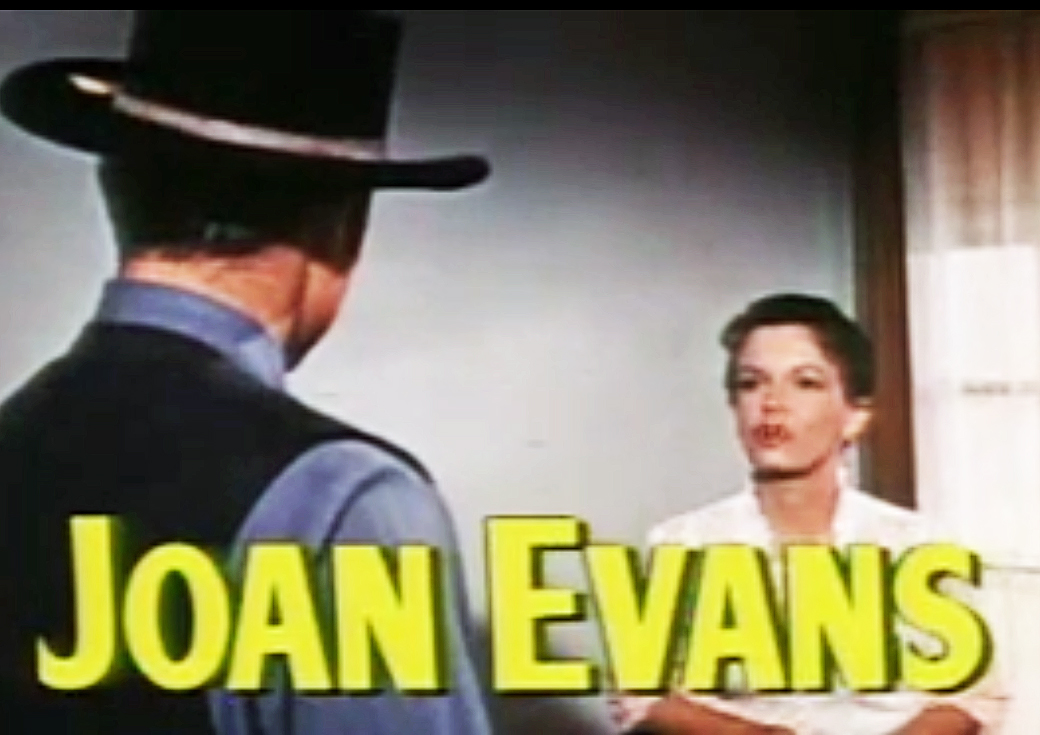
Джоан Эванс в трейлере фильма «Нет имени на пуле» (1959)

В последующие годы Эванс сыграла главную женскую роль возлюбленной Джона Дерека в вестерне «Изгой» (1954), затем дважды была партнёршей Оди Мёрфи в вестернах «Колонна на Юг» (1953) и культовом «Нет имени на пуле» (1959), который стал её лучшим фильмом в конце карьеры. Назвав фильм также «одним из лучших в карьере Мёрфи», современный историк кино Джефф Стаффорд далее написал, что «в отличие от большинства предыдущих вестернов Мёрфи, в этот фильм заложена философская подоплёка, которая делает его ближе „Седьмой печати“ (1957) Ингмара Бергмана, чем таким вестернам, как „Дестри“ (1954)».
Последними фильмами Эванс были цирковая биографическая драма «Летающие Фонтейны» (1959), где она была членом знаменитой семьи воздушных гимнастов, а также криминально-романтическая мелодрама «Ходячая мишень» (1960), где вышедший на свободу грабитель (Рональд Фостер) в поисках спрятанной добычи неожиданно влюбляется в жену своего погибшего сообщника (Эванс).
Как полагает Питерсон, Эванс «так и не удалось оправдать возлагавшиеся на неё ожидания. Сыграв лишь в дюжине фильмов, в начале 1960-х годов она закончила карьеру».

## Карьера на телевидении
С начала 1950-х годов Эванс стала работать на телевидении, выступив в качестве гостевой звезды в таких телесериалах и программах, как «Театр „Дженерал Электрик“» (1954), «Кульминация» (1954—1955), «Миллионер» (1956), «Видео-театр „Люкс“» (1956—1957), «Шайенн» (1958), «Сансет-стрип, 77» (1958), «Караван повозок» (1959), «Зорро» (1959), «Бунтарь» (1960) «Истории Уэллс-Фарго» (1961), а также «Высокий человек» (1961) и «Ларами» (1961), которые стали её последними работами для экрана.

## Последующая деятельность
В 1950-е годы Эванс писала статьи в журнал Photoplay, а с мая 1966 года под именем Джоан Эванс Уэзерли была редактором журнала Hollywood Studio Magazine.
В 1970-е годы она занялась преподавательской деятельностью, став совладельцем, директором и преподавателем частной школы в Ван-Нийсе, Калифорния, работающей по методу Мэй Карден.

## Личная жизнь
В 1952 году 17-летняя Джоан Эванс объявила родителям, что выходит замуж за торговца автомобилями Кирби Уэзерли. Родители попросили крёстную мать Джоан Кроуфорд отговорить дочь от брака, так как та была ещё слишком юна, и, кроме того, это могло негативно сказаться на её актёрской карьере. Однако в это же время в производстве находился фильм «Звезда» (1952) по сценарию родителей Эванс, в котором Бетт Дэвис в нелицеприятном свете подавала образ стареющей кинозвезды, очень напоминающей Кроуфорд. Это возмутило Кроуфорд, которая не только дала благословение на брак Джоан и Кирби, но и самолично организовала свадебную церемонию в своём доме, на которую родители Эванс даже не были приглашены. Брак Эванс и Уэзерби оказался прочным и выдержал испытание временем, однако дружбе между Кроуфорд и родителями Эванс наступил конец. В браке у Эванс и Кирби Уэзерли родилось двое детей.
Скончалась 21 октября 2023 года на 90-м году жизни.

## Фильмография
| Год       |   | Русское название          | Оригинальное название      | Роль                                         |
| --------- | - | ------------------------- | -------------------------- | -------------------------------------------- |
| 1949      | ф | Розинна Маккой            | Roseanna McCoy             | Розинна Маккой                               |
| 1950      | ф | Очень личное              | Our Very Own               | Джоан Маколэй                                |
| 1950      | ф | Край гибели               | Edge of Doom               | Рита Конрой                                  |
| 1951      | ф | На свободе                | On the Loose               | Джил Брэдли                                  |
| 1951      | с | Шоу Билли Роуза           | The Billy Rose Show        | (1 эпизод)                                   |
| 1952      | ф | Привет, красотки!         | Skirts Ahoy!               | Мэри Кейт Ярбро                              |
| 1952      | ф | Это растет на деревьях    | It Grows on Trees          | Диана Бакстер                                |
| 1953      | ф | Колонна на Юг             | Column South               | Мэрси Уитлок                                 |
| 1954      | ф | Изгой                     | The Outcast                | Джуди Полсен                                 |
| 1954      | с | Театр «Дженерал Электрик» | General Electric Theater   | (1 эпизод)                                   |
| 1954—1955 | с | Кульминация               | Climax!                    | разные роли (2 эпизода)                      |
| 1956      | ф | Странное приключение      | A Strange Adventure        | Терри Долгин                                 |
| 1956      | с | Миллионер                 | The Millionaire            | Джули Энн Костелло Маршалл (1 эпизод)        |
| 1956      | с | Театр звёзд «Шлитц»       | Schlitz Playhouse of Stars | (1 эпизод)                                   |
| 1956—1957 | с | Видео-театр «Люкс»        | Lux Video Theatre          | разные роли (2 эпизода)                      |
| 1957      | с | Кавалькада Америки        | Cavalcade of America       | (1 эпизод)                                   |
| 1958      | с | Шайенн                    | Cheyenne                   | Лайлак Аллен (1 эпизод)                      |
| 1958      | с | Сансет-стрип, 77          | 77 Sunset Strip            | Диана Форсит (1 эпизод, в титрах не указана) |
| 1959      | ф | Нет имени на пуле         | No Name on the Bullet      | Энн Бенсон                                   |
| 1959      | ф | Летающие Фонтейны         | The Flying Fontaines       | Джэн Фонтейн                                 |
| 1959      | с | Караван повозок           | Wagon Train                | Сара Синклер (1 эпизод)                      |
| 1959      | с | Зорро                     | Zorro                      | Леонар (4 эпизода)                           |
| 1960      | ф | Ходячая мишень            | The Walking Target         | Гейл Руссо                                   |
| 1960      | с | Детективное шоу «Шевроле» | The Chevy Mystery Show     | Бланш (1 эпизод)                             |
| 1960      | с | Бунтарь                   | The Rebel                  | Кэсси (1 эпизод)                             |
| 1960—1961 | с | Братья Браннаганы         | The Brothers Brannagan     | разные роли (2 эпизода)                      |
| 1961      | с | Разбойники                | Outlaws                    | Молли Мур (2 эпизода)                        |
| 1961      | с | Истории Уэллс-Фарго       | Tales of Wells Fargo       | Кэти Девидсон (1 эпизод)                     |
| 1961      | с | Вытяжной трос             | Ripcord                    | Джули Уорнер (1 эпизод)                      |
| 1961      | с | Высокий человек           | The Tall Man               | Лу Белль Мартин (1 эпизод)                   |
| 1961      | с | Ларами                    | Laramie                    | Джули Уэйд (1 эпизод)                        |